# 11e étape du Tour de France 2006
La 11e étape du Tour de France 2006 s'est déroulée le 13 juillet entre Tarbes et Val d'Aran - Pla de Beret sur une distance de 206,5 km. Elle a été remportée par le russe Denis Menchov.

## Profil de l'étape
Il s'agit de la plus difficile étape pyrénéenne de ce Tour 2006.
- 5 ascensions

1. Le col du Tourmalet (18,3 km à 7,7 %, Hors catégorie) à 2 115 m d'altitude ;
2. Le col d'Aspin (13 km à 5 %, 1re catégorie) à 1 489 m d'altitude ;
3. Le col de Peyresourde (9,7 km à 6,8 %, 1re catégorie) à 1 569 m d'altitude ;
4. Le col du Portillon (7,9 km à 7,9 %, 1re catégorie) à 1 293 m d'altitude ;
5. Le Pla de Beret (13,5 km à 5,4 %, 1re catégorie) à 1 860 m d'altitude.

- 2 sprints de bonifications

1. Au kilomètre 17,5, à Arcizac-ez-Angles ;
2. Au kilomètre 151, à Luchon.

## Classement de l'étape
| \| Classement de l'étape \| Classement de l'étape \| Classement de l'étape \| Classement de l'étape \| Classement de l'étape \| \| Coureur \| Coureur \| Pays \| Équipe \| Temps \| \| --------------------- \| --------------------- \| --------------------- \| ---------------------- \| --------------------- \| \| 1er \| Denis Menchov \| Russie \| Rabobank \| 6 h 06 min 25 s \| \| 2e \| Levi Leipheimer \| États-Unis \| Gerolsteiner \| + 0 s \| \| 3e \| Floyd Landis \| États-Unis \| Phonak Hearing Systems \| + 0 s \| \| 4e \| Cadel Evans \| Australie \| Davitamon-Lotto \| + 17 s \| \| 5e \| Carlos Sastre \| Espagne \| CSC \| + 0 s \| \| 6e \| Michael Boogerd \| Pays-Bas \| Rabobank \| DQ \| \| 7e \| Haimar Zubeldia \| Espagne \| Euskaltel-Euskadi \| + 1 min 31 s \| \| 8e \| Fränk Schleck \| Luxembourg \| CSC \| + 0 s \| \| 9e \| Andreas Klöden \| Allemagne \| T-Mobile \| + 0 s \| \| 10e \| Christophe Moreau \| France \| AG2R Prévoyance \| + 2 min 29 s \| |                   |            |                        |                 |
| |                   |            |                        |                 |
| |                   |            |                        |                 |
| Classement de l'étape |                   |            |                        |                 |
| Coureur | Coureur           | Pays       | Équipe                 | Temps           |
| 1er | Denis Menchov     | Russie     | Rabobank               | 6 h 06 min 25 s |
| 2e | Levi Leipheimer   | États-Unis | Gerolsteiner           | + 0 s           |
| 3e | Floyd Landis      | États-Unis | Phonak Hearing Systems | + 0 s           |
| 4e | Cadel Evans       | Australie  | Davitamon-Lotto        | + 17 s          |
| 5e | Carlos Sastre     | Espagne    | CSC                    | + 0 s           |
| 6e | Michael Boogerd   | Pays-Bas   | Rabobank               | DQ              |
| 7e | Haimar Zubeldia   | Espagne    | Euskaltel-Euskadi      | + 1 min 31 s    |
| 8e | Fränk Schleck     | Luxembourg | CSC                    | + 0 s           |
| 9e | Andreas Klöden    | Allemagne  | T-Mobile               | + 0 s           |
| 10e | Christophe Moreau | France     | AG2R Prévoyance        | + 2 min 29 s    |

## Classement général
| \| Classement général \| Classement général \| Classement général \| Classement général \| Classement général \| \| Coureur \| Coureur \| Pays \| Équipe \| Temps \| \| ------------------ \| ------------------- \| ------------------ \| ---------------------- \| ------------------ \| \| 1er \| Floyd Landis \| États-Unis \| Phonak Hearing Systems \| DQ \| \| 2e \| Cyril Dessel \| France \| AG2R Prévoyance \| \| \| 3e \| Denis Menchov \| Russie \| Rabobank \| + 1 min 01 s \| \| 4e \| Cadel Evans \| Australie \| Davitamon-Lotto \| + 1 min 17 s \| \| 5e \| Carlos Sastre \| Espagne \| CSC \| + 1 min 52 s \| \| 6e \| Andreas Klöden \| Allemagne \| T-Mobile \| + 2 min 29 s \| \| 7e \| Michael Rogers \| Australie \| T-Mobile \| + 3 min 22 s \| \| 8e \| Juan Miguel Mercado \| Espagne \| Agritubel \| + 3 min 33 s \| \| 9e \| Christophe Moreau \| France \| AG2R Prévoyance \| + 3 min 44 s \| \| 10e \| Markus Fothen \| Allemagne \| Gerolsteiner \| + 4 min 17 s \| |                     |            |                        |              |
| |                     |            |                        |              |
| |                     |            |                        |              |
| Classement général |                     |            |                        |              |
| Coureur | Coureur             | Pays       | Équipe                 | Temps        |
| 1er | Floyd Landis        | États-Unis | Phonak Hearing Systems | DQ           |
| 2e | Cyril Dessel        | France     | AG2R Prévoyance        |              |
| 3e | Denis Menchov       | Russie     | Rabobank               | + 1 min 01 s |
| 4e | Cadel Evans         | Australie  | Davitamon-Lotto        | + 1 min 17 s |
| 5e | Carlos Sastre       | Espagne    | CSC                    | + 1 min 52 s |
| 6e | Andreas Klöden      | Allemagne  | T-Mobile               | + 2 min 29 s |
| 7e | Michael Rogers      | Australie  | T-Mobile               | + 3 min 22 s |
| 8e | Juan Miguel Mercado | Espagne    | Agritubel              | + 3 min 33 s |
| 9e | Christophe Moreau   | France     | AG2R Prévoyance        | + 3 min 44 s |
| 10e | Markus Fothen       | Allemagne  | Gerolsteiner           | + 4 min 17 s |

## Classements annexes
| Classement     | Coureur                    | Total             |
| -------------- | -------------------------- | ----------------- |
| points         | Robbie McEwen Australie    | 181 pts           |
| montagne       | David de la Fuente Espagne | 80 pts            |
| équipe         | T-Mobile Allemagne         | 148 h 04 min 07 s |
| meilleur jeune | Markus Fothen Allemagne    | 49 h 22 min 24 s  |

## Sprint intermédiaires
1. Sprint intermédiaire de Arcizac-ez-Angles (17.5 km)
| Premier   | Robbie McEwen Australie   | 6 pts et 6 s |
| Second    | Gert Steegmans Belgique   | 4 pts et 4 s |
| Troisième | Philippe Gilbert Belgique | 2 pts et 2 s |

2. Sprint intermédiaire de Luchon (151 km)
| Premier   | David de la Fuente Espagne  | 6 pts et 6 s |
| Second    | Fabian Wegmann Allemagne    | 4 pts et 4 s |
| Troisième | Juan Antonio Flecha Espagne | 2 pts et 2 s |

## Classement du maillot à pois de la montagne
Col du Tourmalet, Hors catégorie (75 km)
| Premier   | David de la Fuente Espagne  | 20 pts |
| Second    | Fabian Wegmann Allemagne    | 18 pts |
| Troisième | Iker Camaño Espagne         | 16 pts |
| Quatrième | Juan Antonio Flecha Espagne | 14 pts |
| Cinquième | Thomas Voeckler France      | 12 pts |
| Sixième   | Michael Rasmussen Danemark  | 10 pts |
| Septième  | Cyril Dessel France         | 8 pts  |
| Huitième  | Georg Totschnig Autriche    | 7 pts  |
| Neuvième  | Christophe Moreau France    | 6 pts  |
| Dixième   | Fränk Schleck Luxembourg    | 5 pts  |

Col d'Aspin, Catégorie 1 (105 km)
| Premier   | Fabian Wegmann Allemagne    | 15 pts |
| Second    | David de la Fuente Espagne  | 13 pts |
| Troisième | Juan Antonio Flecha Espagne | 11 pts |
| Quatrième | Iker Camaño Espagne         | 9 pts  |
| Cinquième | Thomas Voeckler France      | 8 pts  |
| Sixième   | Michael Rasmussen Danemark  | 7 pts  |
| Septième  | Michael Boogerd Pays-Bas    | 6 pts  |
| Huitième  | Pietro Caucchioli Italie    | 5 pts  |

Col de Peyresourde, Catégorie 1 (136 km)
| Premier   | David de la Fuente Espagne  | 15 pts |
| Second    | Fabian Wegmann Allemagne    | 13 pts |
| Troisième | Juan Antonio Flecha Espagne | 11 pts |
| Quatrième | Michael Rasmussen Danemark  | 9 pts  |
| Cinquième | Michael Boogerd Pays-Bas    | 8 pts  |
| Sixième   | Pietro Caucchioli Italie    | 7 pts  |
| Septième  | José Luis Arrieta Espagne   | 6 pts  |
| Huitième  | Stéphane Goubert France     | 5 pts  |

Col du Portillon, Catégorie 1 (161 km)
| Premier   | David de la Fuente Espagne | 15 pts |
| Second    | Michael Rasmussen Danemark | 13 pts |
| Troisième | Michael Boogerd Pays-Bas   | 11 pts |
| Quatrième | Floyd Landis États-Unis    | 9 pts  |
| Cinquième | Christophe Moreau France   | 8 pts  |
| Sixième   | Carlos Sastre Espagne      | 7 pts  |
| Septième  | Levi Leipheimer États-Unis | 6 pts  |
| Huitième  | Fränk Schleck Luxembourg   | 5 pts  |

Pla de Beret, Catégorie 1 (204.5 km)
| Premier   | Denis Menchov Russie       | 30 pts |
| Second    | Floyd Landis États-Unis    | 26 pts |
| Troisième | Levi Leipheimer États-Unis | 22 pts |
| Quatrième | Carlos Sastre Espagne      | 18 pts |
| Cinquième | Cadel Evans Australie      | 16 pts |
| Sixième   | Michael Boogerd Pays-Bas   | 14 pts |
| Septième  | Andreas Klöden Allemagne   | 12 pts |
| Huitième  | Haimar Zubeldia Espagne    | 10 pts |